# Eleições legislativas portuguesas de 1979 no distrito de Bragança
| Eleições legislativas portuguesas de 1979 Distritos: Aveiro \| Beja \| Braga \| Bragança \| Castelo Branco \| Coimbra \| Évora \| Faro \| Guarda \| Leiria \| Lisboa \| Portalegre \| Porto \| Santarém \| Setúbal \| Viana do Castelo \| Vila Real \| Viseu \| Açores \| Madeira \| Estrangeiro |

## Resultados por Concelho
Os resultados nos concelhos do Distrito de Bragança foram os seguintes:

### Alfândega da Fé
| Partido                 | Partido                           | Votos | %               | +/-  |
| ----------------------- | --------------------------------- | ----- | --------------- | ---- |
|                         | Aliança Democrática               | 2 934 | 60,86 / 100,00  | 6,04 |
|                         | Partido Socialista                | 969   | 20,10 / 100,00  | 0,10 |
|                         | Aliança Povo Unido                | 355   | 7,36 / 100,00   | 4,19 |
|                         | Partido da Democracia Cristã      | 153   | 3,17 / 100,00   | 2,41 |
|                         | União Democrática Popular         | 67    | 1,39 / 100,00   | 0,61 |
|                         | Partido Socialista Revolucionário | 65    | 1,35 / 100,00   | 1,05 |
|                         | PCTP/MRPP                         | 48    | 1,00 / 100,00   | 0,70 |
|                         | Outros                            | 16    | 0,33 / 100,00   |      |
| Votos Inválidos         | Votos Inválidos                   | 214   | 4,43 / 100,00   | 0,92 |
| Total                   | Total                             | 4 821 | 100,00 / 100,00 |      |
| Eleitorado/Participação | Eleitorado/Participação           | 5 575 | 86,48 / 100,00  | 3,11 |

### Bragança
| Partido                 | Partido                      | Votos  | %               | +/-  |
| ----------------------- | ---------------------------- | ------ | --------------- | ---- |
|                         | Aliança Democrática          | 11 817 | 57,82 / 100,00  | 1,87 |
|                         | Partido Socialista           | 5 102  | 24,97 / 100,00  | 0,11 |
|                         | Aliança Povo Unido           | 1 204  | 5,89 / 100,00   | 2,99 |
|                         | Partido da Democracia Cristã | 582    | 2,85 / 100,00   | 2,01 |
|                         | União Democrática Popular    | 472    | 2,31 / 100,00   | 1,58 |
|                         | PCTP/MRPP                    | 204    | 1,00 / 100,00   | 0,30 |
|                         | Outros                       | 279    | 1,37 / 100,00   |      |
| Votos Inválidos         | Votos Inválidos              | 776    | 3,80 / 100,00   | 3,19 |
| Total                   | Total                        | 20 436 | 100,00 / 100,00 |      |
| Eleitorado/Participação | Eleitorado/Participação      | 24 066 | 84,92 / 100,00  | 4,88 |

### Carrazeda de Ansiães
| Partido                 | Partido                           | Votos | %               | +/-  |
| ----------------------- | --------------------------------- | ----- | --------------- | ---- |
|                         | Aliança Democrática               | 4 202 | 64,04 / 100,00  | 7,46 |
|                         | Partido Socialista                | 1 404 | 21,40 / 100,00  | 3,23 |
|                         | Aliança Povo Unido                | 242   | 3,69 / 100,00   | 1,97 |
|                         | Partido da Democracia Cristã      | 204   | 3,11 / 100,00   | 2,57 |
|                         | União Democrática Popular         | 79    | 1,20 / 100,00   | 0,47 |
|                         | Partido Socialista Revolucionário | 73    | 1,11 / 100,00   | 0,85 |
|                         | Outros                            | 88    | 1,34 / 100,00   |      |
| Votos Inválidos         | Votos Inválidos                   | 270   | 4,12 / 100,00   | 1,47 |
| Total                   | Total                             | 6 562 | 100,00 / 100,00 |      |
| Eleitorado/Participação | Eleitorado/Participação           | 7 606 | 86,27 / 100,00  | 7,20 |

### Freixo de Espada à Cinta
| Partido                 | Partido                           | Votos | %               | +/-  |
| ----------------------- | --------------------------------- | ----- | --------------- | ---- |
|                         | Aliança Democrática               | 1 673 | 48,75 / 100,00  | 5,67 |
|                         | Partido Socialista                | 1 095 | 31,91 / 100,00  | 4,84 |
|                         | Aliança Povo Unido                | 281   | 8,19 / 100,00   | 4,57 |
|                         | Partido da Democracia Cristã      | 73    | 2,13 / 100,00   | 1,44 |
|                         | União Democrática Popular         | 58    | 1,69 / 100,00   | 1,00 |
|                         | Partido Socialista Revolucionário | 41    | 1,19 / 100,00   | 0,82 |
|                         | PCTP/MRPP                         | 36    | 1,05 / 100,00   | 0,27 |
|                         | Outros                            | 31    | 0,90 / 100,00   |      |
| Votos Inválidos         | Votos Inválidos                   | 144   | 4,20 / 100,00   | 4,79 |
| Total                   | Total                             | 3 432 | 100,00 / 100,00 |      |
| Eleitorado/Participação | Eleitorado/Participação           | 4 196 | 81,79 / 100,00  | 3,67 |

### Macedo de Cavaleiros
| Partido                 | Partido                           | Votos  | %               | +/-  |
| ----------------------- | --------------------------------- | ------ | --------------- | ---- |
|                         | Aliança Democrática               | 8 039  | 66,46 / 100,00  | 0,12 |
|                         | Partido Socialista                | 2 122  | 17,54 / 100,00  | 2,87 |
|                         | Aliança Povo Unido                | 611    | 5,05 / 100,00   | 2,63 |
|                         | Partido da Democracia Cristã      | 350    | 2,89 / 100,00   | 1,71 |
|                         | União Democrática Popular         | 176    | 1,46 / 100,00   | 0,87 |
|                         | Partido Socialista Revolucionário | 155    | 1,28 / 100,00   | 0,99 |
|                         | PCTP/MRPP                         | 125    | 1,03 / 100,00   | 0,60 |
|                         | Outros                            | 55     | 0,45 / 100,00   |      |
| Votos Inválidos         | Votos Inválidos                   | 463    | 3,83 / 100,00   | 1,64 |
| Total                   | Total                             | 12 096 | 100,00 / 100,00 |      |
| Eleitorado/Participação | Eleitorado/Participação           | 14 088 | 85,86 / 100,00  | 5,34 |

### Miranda do Douro
| Partido                 | Partido                           | Votos | %               | +/-  |
| ----------------------- | --------------------------------- | ----- | --------------- | ---- |
|                         | Aliança Democrática               | 3 478 | 59,27 / 100,00  | 2,26 |
|                         | Partido Socialista                | 1 226 | 20,89 / 100,00  | 3,45 |
|                         | Aliança Povo Unido                | 257   | 4,38 / 100,00   | 2,43 |
|                         | União Democrática Popular         | 194   | 3,31 / 100,00   | 1,28 |
|                         | Partido da Democracia Cristã      | 176   | 3,00 / 100,00   | 2,15 |
|                         | Partido Socialista Revolucionário | 65    | 1,11 / 100,00   | 0,60 |
|                         | PCTP/MRPP                         | 63    | 1,07 / 100,00   | 0,76 |
|                         | Outros                            | 40    | 0,68 / 100,00   |      |
| Votos Inválidos         | Votos Inválidos                   | 369   | 6,29 / 100,00   | 3,27 |
| Total                   | Total                             | 5 868 | 100,00 / 100,00 |      |
| Eleitorado/Participação | Eleitorado/Participação           | 7 136 | 82,23 / 100,00  | 7,88 |

### Mirandela
| Partido                 | Partido                      | Votos  | %               | +/-  |
| ----------------------- | ---------------------------- | ------ | --------------- | ---- |
|                         | Aliança Democrática          | 9 630  | 60,02 / 100,00  | 0,39 |
|                         | Partido Socialista           | 3 533  | 22,02 / 100,00  | 2,39 |
|                         | Aliança Povo Unido           | 1 120  | 6,98 / 100,00   | 3,24 |
|                         | Partido da Democracia Cristã | 519    | 3,23 / 100,00   | 2,64 |
|                         | União Democrática Popular    | 214    | 1,33 / 100,00   | 0,74 |
|                         | Outros                       | 376    | 2,34 / 100,00   |      |
| Votos Inválidos         | Votos Inválidos              | 653    | 4,07 / 100,00   | 3,77 |
| Total                   | Total                        | 16 045 | 100,00 / 100,00 |      |
| Eleitorado/Participação | Eleitorado/Participação      | 18 898 | 84,90 / 100,00  | 5,05 |

### Mogadouro
| Partido                 | Partido                           | Votos  | %               | +/-  |
| ----------------------- | --------------------------------- | ------ | --------------- | ---- |
|                         | Aliança Democrática               | 6 423  | 69,30 / 100,00  | 1,80 |
|                         | Partido Socialista                | 1 620  | 17,48 / 100,00  | 0,02 |
|                         | Aliança Povo Unido                | 331    | 3,57 / 100,00   | 2,02 |
|                         | Partido da Democracia Cristã      | 287    | 3,10 / 100,00   | 1,79 |
|                         | União Democrática Popular         | 126    | 1,36 / 100,00   | 0,73 |
|                         | Partido Socialista Revolucionário | 94     | 1,01 / 100,00   | 0,66 |
|                         | Outros                            | 116    | 1,25 / 100,00   |      |
| Votos Inválidos         | Votos Inválidos                   | 272    | 2,93 / 100,00   | 1,92 |
| Total                   | Total                             | 9 269  | 100,00 / 100,00 |      |
| Eleitorado/Participação | Eleitorado/Participação           | 10 984 | 84,39 / 100,00  | 4,31 |

### Torre de Moncorvo
| Partido                 | Partido                      | Votos | %               | +/-  |
| ----------------------- | ---------------------------- | ----- | --------------- | ---- |
|                         | Aliança Democrática          | 4 422 | 53,57 / 100,00  | 3,40 |
|                         | Partido Socialista           | 2 441 | 29,57 / 100,00  | 3,91 |
|                         | Aliança Povo Unido           | 523   | 6,34 / 100,00   | 3,94 |
|                         | Partido da Democracia Cristã | 198   | 2,40 / 100,00   | 1,87 |
|                         | União Democrática Popular    | 130   | 1,57 / 100,00   | 0,71 |
|                         | Outros                       | 197   | 2,38 / 100,00   |      |
| Votos Inválidos         | Votos Inválidos              | 344   | 4,16 / 100,00   | 5,04 |
| Total                   | Total                        | 8 255 | 100,00 / 100,00 |      |
| Eleitorado/Participação | Eleitorado/Participação      | 9 998 | 82,57 / 100,00  | 7,52 |

### Vila Flor
| Partido                 | Partido                           | Votos | %               | +/-  |
| ----------------------- | --------------------------------- | ----- | --------------- | ---- |
|                         | Aliança Democrática               | 3 121 | 57,89 / 100,00  | 0,94 |
|                         | Partido Socialista                | 1 035 | 19,20 / 100,00  | 6,84 |
|                         | Aliança Povo Unido                | 436   | 8,09 / 100,00   | 4,53 |
|                         | Partido da Democracia Cristã      | 202   | 3,75 / 100,00   | 2,90 |
|                         | União Democrática Popular         | 125   | 2,32 / 100,00   | 1,23 |
|                         | PCTP/MRPP                         | 115   | 2,13 / 100,00   | 0,96 |
|                         | Partido Socialista Revolucionário | 67    | 1,24 / 100,00   | 1,79 |
|                         | Outros                            | 40    | 0,74 / 100,00   |      |
| Votos Inválidos         | Votos Inválidos                   | 250   | 4,64 / 100,00   | 2,32 |
| Total                   | Total                             | 5 391 | 100,00 / 100,00 |      |
| Eleitorado/Participação | Eleitorado/Participação           | 6 330 | 85,17 / 100,00  | 5,10 |

### Vimioso
| Partido                 | Partido                           | Votos | %               | +/-  |
| ----------------------- | --------------------------------- | ----- | --------------- | ---- |
|                         | Aliança Democrática               | 2 920 | 63,69 / 100,00  | 3,28 |
|                         | Partido Socialista                | 748   | 16,31 / 100,00  | 4,38 |
|                         | Aliança Povo Unido                | 221   | 4,82 / 100,00   | 3,40 |
|                         | Partido da Democracia Cristã      | 171   | 3,73 / 100,00   | 2,77 |
|                         | União Democrática Popular         | 90    | 1,96 / 100,00   | 1,46 |
|                         | Partido Socialista Revolucionário | 46    | 1,00 / 100,00   | 0,59 |
|                         | Outros                            | 70    | 1,53 / 100,00   |      |
| Votos Inválidos         | Votos Inválidos                   | 319   | 6,96 / 100,00   | 4,25 |
| Total                   | Total                             | 4 585 | 100,00 / 100,00 |      |
| Eleitorado/Participação | Eleitorado/Participação           | 5 594 | 81,96 / 100,00  | 5,04 |

### Vinhais
| Partido                 | Partido                           | Votos  | %               | +/-  |
| ----------------------- | --------------------------------- | ------ | --------------- | ---- |
|                         | Aliança Democrática               | 5 382  | 58,81 / 100,00  | 4,49 |
|                         | Partido Socialista                | 2 092  | 22,86 / 100,00  | 2,90 |
|                         | Aliança Povo Unido                | 516    | 5,64 / 100,00   | 2,92 |
|                         | Partido da Democracia Cristã      | 330    | 3,61 / 100,00   | 2,46 |
|                         | União Democrática Popular         | 172    | 1,88 / 100,00   | 0,84 |
|                         | Partido Socialista Revolucionário | 95     | 1,04 / 100,00   | 0,72 |
|                         | PCTP/MRPP                         | 94     | 1,03 / 100,00   | 0,60 |
|                         | Outros                            | 39     | 0,43 / 100,00   |      |
| Votos Inválidos         | Votos Inválidos                   | 432    | 4,72 / 100,00   | 3,50 |
| Total                   | Total                             | 9 152  | 100,00 / 100,00 |      |
| Eleitorado/Participação | Eleitorado/Participação           | 11 204 | 81,69 / 100,00  | 5,94 |